# Tha Eastsidaz (альбом Tha Eastsidaz)
| Оценки критиков      | Оценки критиков                                                          |
| Источник             | Оценка                                                                   |
| -------------------- | ------------------------------------------------------------------------ |
| Allmusic             | [ 1 ]                                                                    |
| Entertainment Weekly | C+                                                                       |
| Los Angeles Times    | [ 3 ]                                                                    |
| RapReviews           | [ 4 ]                                                                    |
| The Source           | 4 из 5 звёзд · 4 из 5 звёзд · 4 из 5 звёзд · 4 из 5 звёзд · 4 из 5 звёзд |
| USA Today            | [ 5 ]                                                                    |

Tha Eastsidaz — дебютный альбом американской рэп-группы Tha Eastsidaz. Альбом был выпущен 1 февраля 2000 года на  Dogghouse Records и TVT Records. Альбом был записан в Dogghouse Studio, Music Grinder & Skip Saylor Recording, Голливуде, штат Калифорния.
Исполнительным продюсером альбома стал Snoop Dogg.

## Список композиций
1. «Intro to Indo» (при участии Dr. Dre) — 0:24
2. «Now We Lay 'em Down» — 4:42
  - Семплы взяты у Funkadelic из трека «One Nation Under a Groove»[6].
  - Спродюсирован Meech Wells
3. «Tha Eastsidaz» — 2:57
  - Семплы из песни «Nothing to Lose But the Blues» от Gwen McCrae
  - Спродюсирован Meech Wells и Def Jef
4. «Dogghouse» (при участии Tha Locs, Rappin' 4-Tay) — 4:23
  - Спродюсирован Goldie Loc
5. «Give It 2 'em Dogg» (при участии Bugsy Seigal) — 3:29
  - Спродюсирован Goldie Loc and Bugsy Seigal
6. «Got Beef» (при участии Jayo Felony, Sylk-E. Fyne) — 4:11
  - Спродюсирован L. T. Hutton
7. «Real Talk» — 0:18
8. «Balls of Steel» — 3:11
  - Спродюсирован DJ Battlecat
9. «Nigga 4 Life» (при участии Bad Azz) — 4:10
  - Спродюсирован Blaqthoven
10. «G'd Up» (при участии Butch Cassidy) — 4:33
  - Спродюсирован DJ Battlecat
11. «Another Day» (при участии Butch Cassidy) — 4:15
  - Спродюсирован Jelly Roll
12. «Tha Mac Ten Commandments» 0:46
13. «Ghetto» (при участии Kokane, Kam, Nate Dogg) — 4:39
  - Спродюсирован DJ Battlecat
  - Взяты семплы из песни Рик Джеймса «Ghetto Life» с альбома Street Songs.
14. «Big Bang Theory» (при участии Xzibit, Kurupt, CPO, Pinky) — 4:28
  - Спродюсирован Warren G
15. «Be Thankful» (при участии Kam, Pretty Tony, Warren G) — 3:43
  - Спродюсирован DJ Battlecat
  - Взяты семплы у Stan Getz из трека «Saudade Vem Correndo» из альбома Jazz Samba Encore!.
  - Взяты семплы у Tom Tom Club из трека «Genius of Love» из альбома Tom Tom Club.
16. «How You Livin'» (при участии Butch Cassidy) — 2:38
  - Спродюсирован DJ Battlecat
17. «Take It Back to '85» —(при участии Kurupt, Butch Cassidy) 4:22
  - Спродюсирован Soopafly
18. «Tha G in Deee» — 3:18
  - Спродюсирован Keith Clizark, Meech Wells
19. «Tha Mac Bible: Chapter 2:11 Verse 187» — 1:02
20. «Pussy Sells» (при участии Suga Free) — 4:15
  - Спродюсирован L. T. Hutton
21. «LBC Thang» (при участии Butch Cassidy) — 3:22
  - Спродюсирован DJ Battlecat
22. «Life Goes On» — 3:34
  - Спродюсирован by Meech Wells